# Directoraat van Personeel
Het Directoraat van Personeel (Hebreeuws: אגף כוח אדם, Agaf Koakh Adam, afgekort tot AKA) is een afdeling van de generale staf van het Israëlisch defensieleger, een orgaan dat de activiteiten van het plaatsen van personeel en hun bewegingen plant en coördineert, de personele middelen van het leger afhandelt, het personeel plant en zorgt voor de dienstomstandigheden.
De eenheid is samengevoegd uit het vroegere Directoraat van Mankracht en het Directoraat Personeelszaken. Het huidige hoofd van het Directoraat Personeel is aluf (generaal-majoor) Yaniv Asor.

## Eenheden
- Israëlische Militaire Politie
- Korps Onderwijs en Jeugd
- Afdeling Personeelszaken en Slachtoffers
- Genderadviseur van de Chef Defensiestaf
- Generale Israëlische Korps
- Afdeling Personeelsplanning en -beheer
  - Meitav
- Welzijnsafdeling
  - MOFET
- Gedragswetenschappelijk centrum